# Liste de ponts transfrontaliers

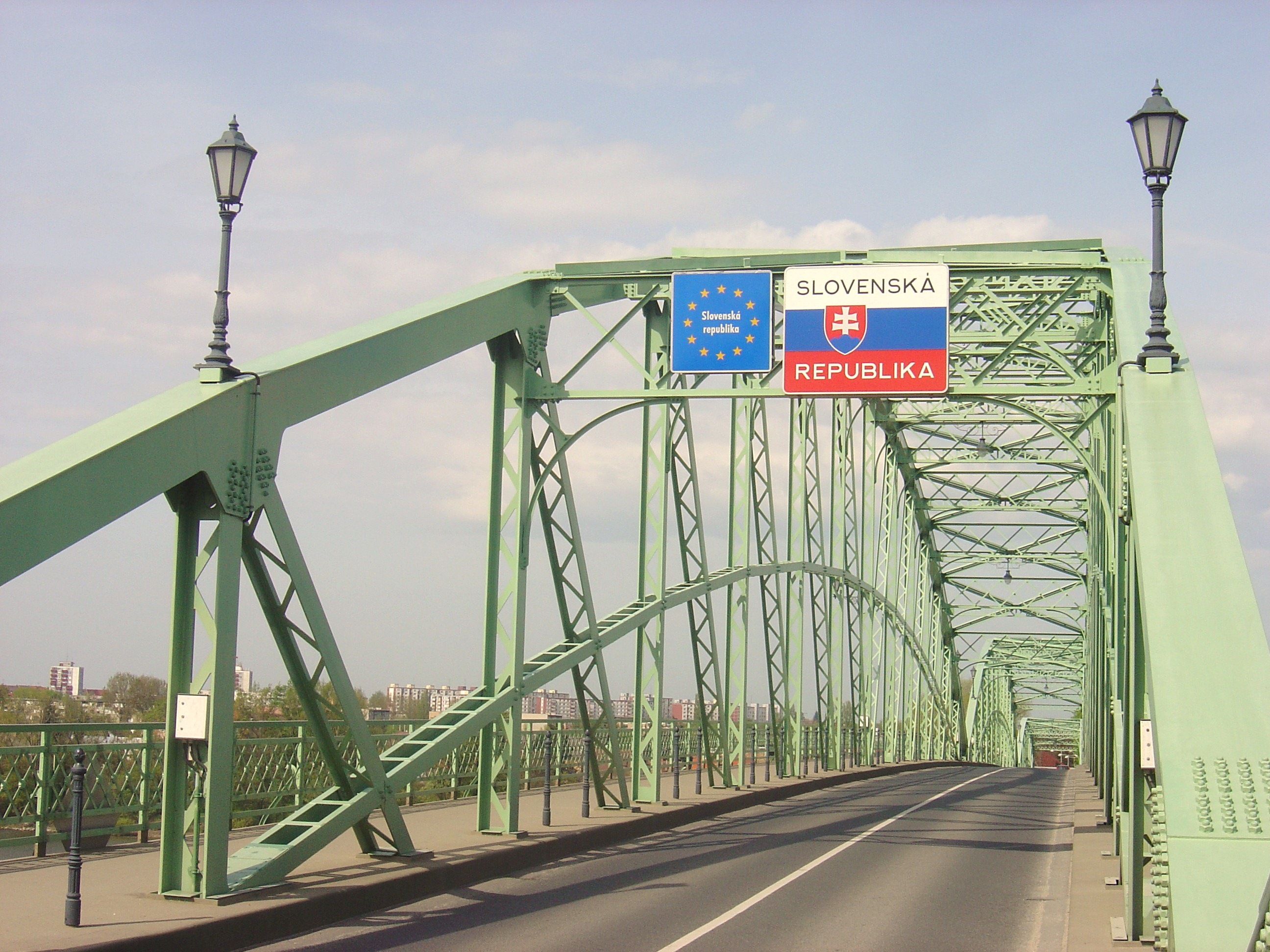
Frontière de la Slovaquie sur le pont Marie-Valérie

## Afrique
- Ponts de Chirundu ( Zambie /  Zimbabwe)
- Pont Katima Mulilo ( Namibie /  Zambie)
- Pont de Kazungula ( Botswana /  Zambie)
- Pont de N'Gueli ( Cameroun /  Tchad)
- Pont des chutes Victoria ( Zambie /  Zimbabwe)

## Amérique du Nord
- Pont Ambassadeur ( Canada /  États-Unis)
- Blue Water Bridge ( Canada /  États-Unis)
- Pont Clair-Fort Kent ( Canada /  États-Unis)

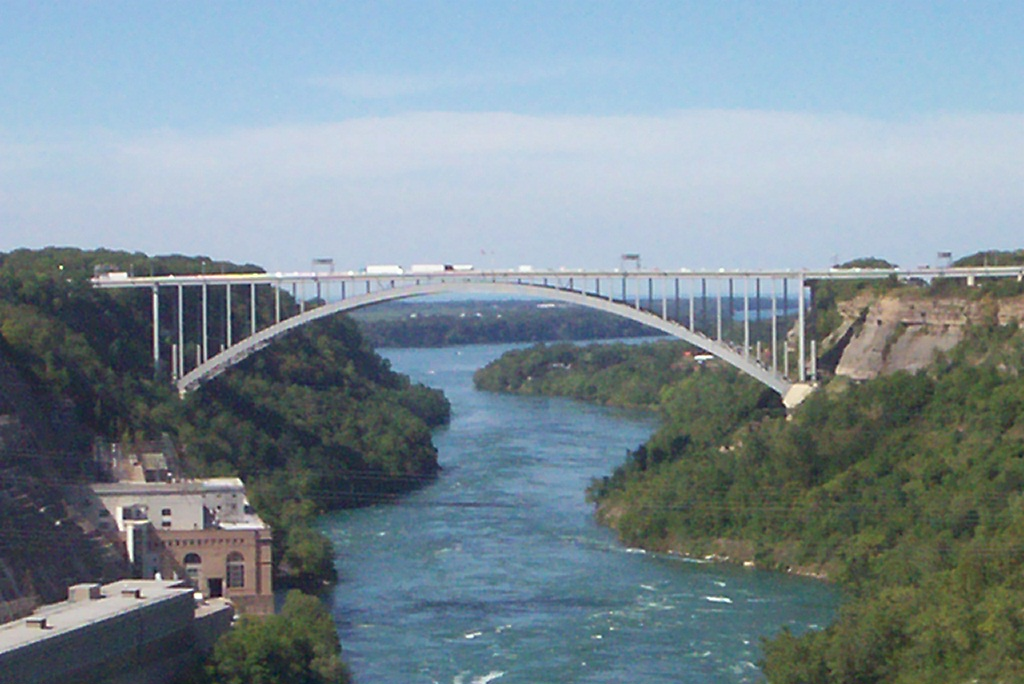
Lewiston–Queenston Bridge

- Pont international Fort Frances-International Falls ( Canada /  États-Unis)
- Pont international Gordie Howe ( Canada /  États-Unis)
- Lewiston–Queenston Bridge ( Canada /  États-Unis)
- Pont des Milles-Îles ( Canada /  États-Unis)
- Pont Franklin Delano Roosevelt ( Canada /  États-Unis)
- Pont international de Sault Sainte-Marie ( Canada /  États-Unis)
- Pont de la Vallée (Sutton) ( Canada /  États-Unis)
- Whirlpool Rapids Bridge ( Canada /  États-Unis)

## Amérique du Sud
- Pont international de l'Amitié ( Brésil /  Paraguay)
- Pont General Artigas ( Argentine /  Uruguay)

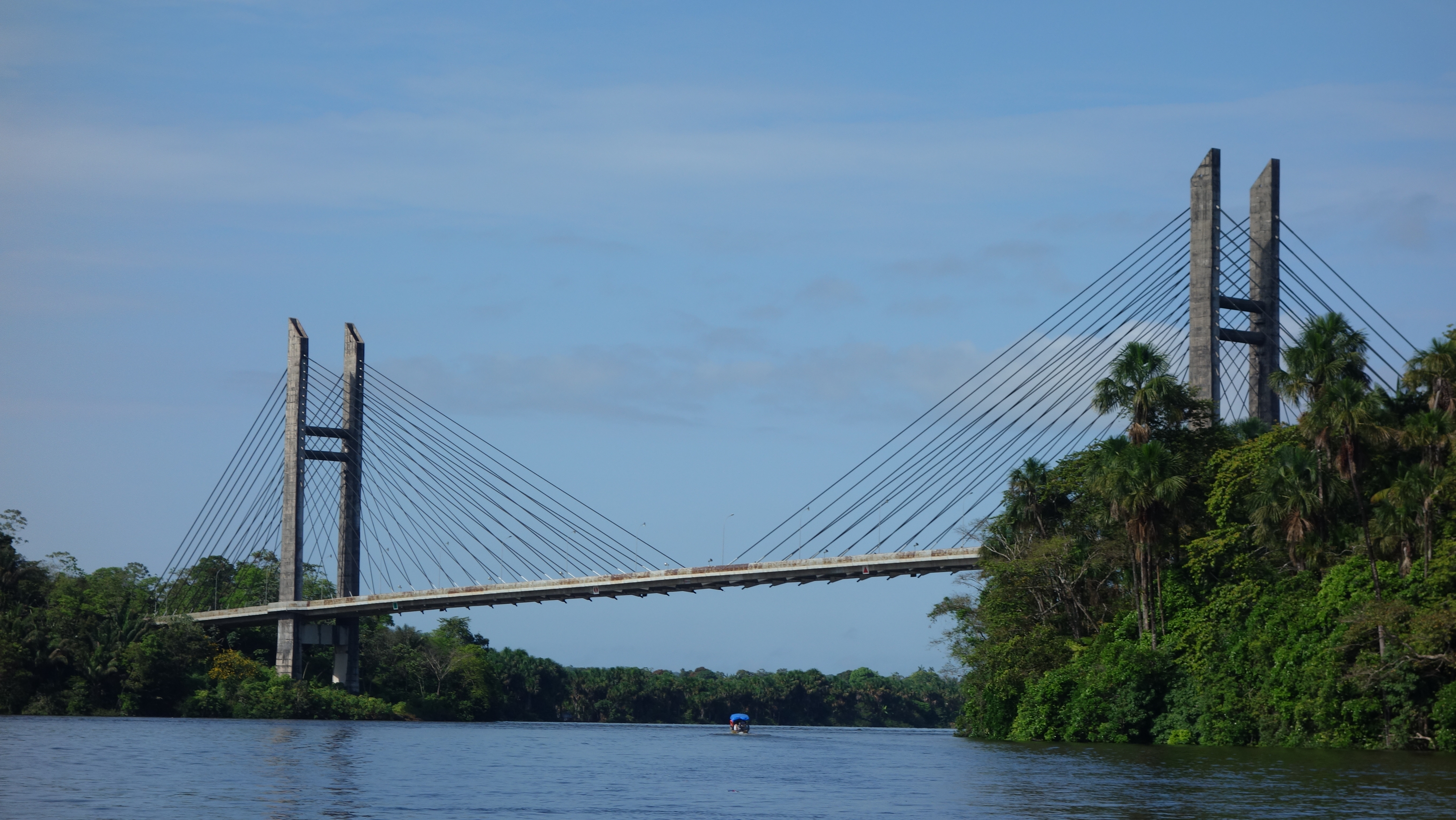
Pont sur l'Oyapock

- Pont international de la Fraternité ( Argentine /  Brésil)
- Pont international Horacio-Guzmán ( Argentine /  Bolivie)
- Pont José-Antonio-Páez ( Colombie /  Venezuela)
- Pont sur l'Oyapock ( France /  Brésil)
- Pont Rumichaca ( Colombie /  Équateur)
- Pont San Roque González de Santa Cruz ( Argentine /  Paraguay)
- Pont Simón Bolívar ( Colombie /  Venezuela)

## Asie

### Asie centrale
- Pont de l'Amitié Afghanistan-Ouzbékistan ( Afghanistan /  Ouzbékistan)
- Pont de l'Amitié Tadjikistan-Afghanistan ( Afghanistan /  Tadjikistan)

### Asie orientale

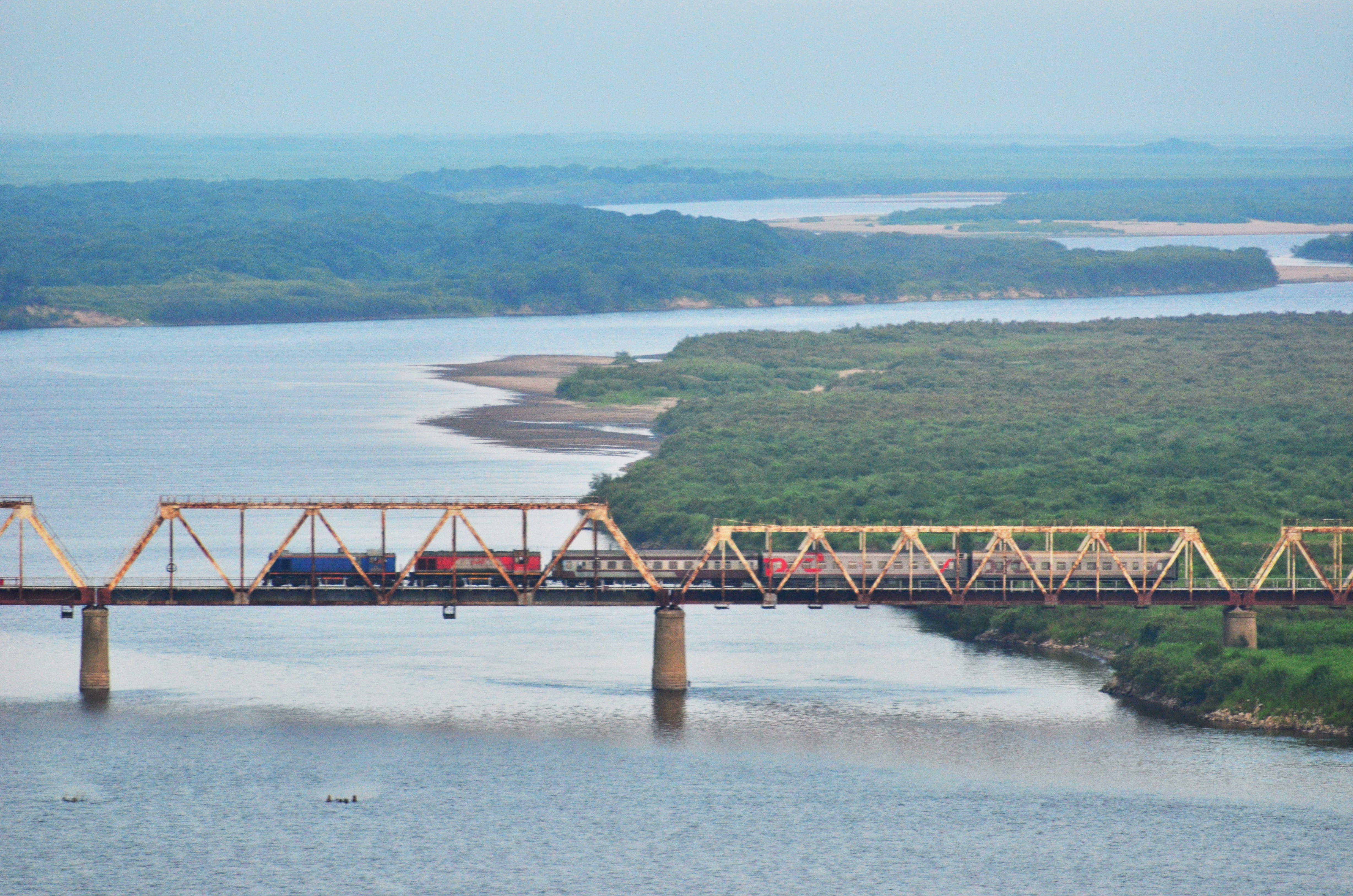
Pont de l'Amitié Corée du Nord-Russie

- Pont de l'Amitié Corée du Nord-Russie ( Corée du Nord /  Russie)
- Pont de l'amitié sino-coréenne ( Chine /  Corée du Nord)
- Pont de l'amitié lao-thaïlandaise ( Laos /  Thaïlande)
- Deuxième pont de l'amitié lao-thaïlandaise ( Laos /  Thaïlande)
- Troisième pont de l'amitié lao-thaïlandaise ( Laos /  Thaïlande)
- Pont de Houei Sai ( Laos /  Thaïlande)
- Chaussée Johor-Singapour ( Malaisie /  Singapour) Frontière maritime
- Malaysia-Singapore Second Link ( Malaisie /  Singapour) Frontière maritime
- Pont de Non-retour ( Corée du Nord /  Corée du Sud)
- Pont Fleur de Lotus ( Chine /  Macao)

### Au Moyen-Orient
- Pont de l'Amitié Qatar-Bahreïn ( Bahreïn /  Qatar) Frontière maritime
- Pont Adam ( Israël /  Jordanie)
- Pont Allenby ( Israël- Palestine /  Jordanie)
- Pont sur l'Akhourian ( Arménie /  Turquie)
- Chaussée du roi Fahd ( Arabie-Saoudite /  Bahreïn) Frontière maritime
- Ponts de Khodaafarin ( Azerbaïdjan- Haut-Karabagh /  Iran)

## Europe

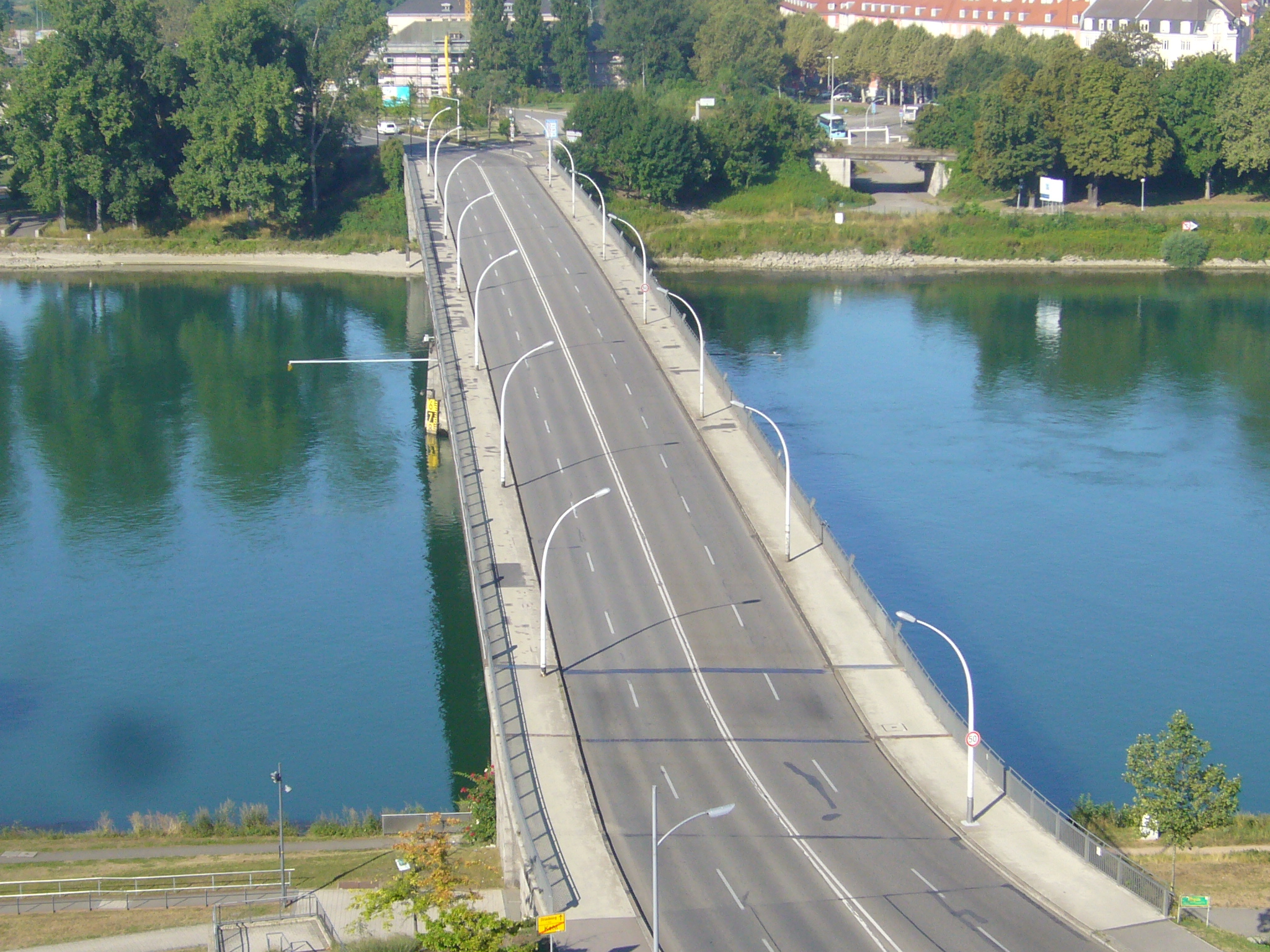
Pont de l'Europe

- Abt-Fulrad-Brücke (Kleinblittersdorf) ( Allemagne /  France)
- Alte Rheinbrücke Vaduz–Sevelen ( Liechtenstein /  Suisse)
- Pont de l'amitié ( Allemagne /  France)
- Pont de l'amitié Roussé-Giurgiu ( Bulgarie /  Roumanie)
- Pont couvert de Bad Säckingen ( Allemagne /  Suisse)
- Barrage hydro-électrique d'Iffezheim ( Allemagne /  France)
- Barrage hydro-électrique de Gambsheim ( Allemagne /  France)
- Pont Beatus-Rhenanus ( Allemagne /  France)
- Pont de Bouringe ( France /  Suisse)
- Pont Calafat-Vidin ( Bulgarie /  Roumanie)
- Pont de Chancy ( France /  Suisse)
- Pont de Crévy ( France /  Suisse)
- Pont Eiffel d'Ungheni ( Roumanie /  Moldavie)
- Pont de l'Europe (Strasbourg) ( Allemagne /  France)
- Pont des Golettes ( France /  Suisse)
- Pont international sur le Guadiana ( Espagne /  Portugal)
- Pont ferroviaire de Kehl ( Allemagne /  France)
- Pont de la reine Louise ( Russie /  Lituanie)
- Pont international de Marco ( Espagne /  Portugal)
- Pont Marie-Valérie ( Hongrie /  Slovaquie)
- Passerelle Mimram ( Allemagne /  France)
- Pont du Moulin Fabry ( France /  Suisse)
- Pont Neuf sur l'Hermance ( France /  Suisse)
- Pont de l'Øresund ( Danemark /  Suède)
- Palmrain ( Allemagne /  France)
- Pont Pierre-Pflimlin ( Allemagne /  France)
- Pont sur le Rhin d'Ottmarsheim ( Allemagne /  France)
- Pont de Rača ( Bosnie-Herzégovine /  Serbie)
- Rheinfelder Brücke ( Allemagne /  Suisse)
- Pont Saint-Jacques ( Espagne /  France)
- Pont de Svinesund ( Suède /  Norvège)
- Passerelle des Trois Pays ( Allemagne /  France)
- Pont de Veigy ( France /  Suisse